# دو وی
دو وی (انگلیسی: Du Wei؛ زادهٔ ۹ فوریهٔ ۱۹۸۲) یک بازیکن فوتبال اهل جمهوری خلق چین است.